# Estrella Media
Estrella Media (anteriormente conocida como Liberman Broadcasting, Inc. desde 1987 hasta 2019 y  'LBI Media, Inc.'  desde octubre de 2019 hasta febrero de 2020) es un medio de comunicación estadounidense empresa con sede en  Burbank, California, propiedad de capital privado empresa HPS Investment Partners, LLC. Estrella Media atiende principalmente a la comunidad hispana, es propietaria de estaciones de radio y televisión en varios de los principales mercados hispanos y es la empresa matriz de la red Estrella TV. El 3 de febrero de 2020, LBI Media cambió su nombre a Estrella Media, tomando prestado su nombre de la cadena estrella en español Estrella TV.
Estrella Media es una compañía de difusión de televisión y radio de Estados Unidos en idioma español, para la comunidad hispana, creada en 1987 por José y Lenard Liberman. La sede tiene base en Burbank, California. Es propietaria de Estrella TV.

## Estaciones de Televisión y Radio

### Chicago,Illinois
- WESV-LP - Canal de TV 40 Palatine, Illinois (antiguamente W40BY, pendiente de venta de Trinity Broadcasting Network).

### Dallas-Fort Worth,Texas
- KMPX - Canal de TV 29
- KNOR-FM - La Raza 93.7 FM
- KBOC-FM - La Zeta 98.3 FM
- KTCY-FM - XO 101.7 FM
- KZMP-FM - FunAsia Radio 104.9
- KZMP-AM - Unanimo Deportes 1540 AM
- KZZA-FM - La Ranchera 106.7 FM

### Denver,Colorado
- KETD - Canal de TV 53, Castle Rock, Colorado

### Houston
- KZJL - Canal de TV 61
- KSEV–AM - AM 700 The Voice
- KTJM/KJOJ-FM - La Raza FM
- KQQK/KXGJ-FM - "X0 107.9/101.7- LA Música Que Escuchas Todo El Día"

### Los Ángeles
- KRCA - Canal de TV 62
- KWIZ-FM - La Ranchera 96.7 FM
- KBUE-FM - La Q Buena 105.5 & 94.3 FM

### Phoenix,Arizona
- KVPA-LD - Canal de TV 42

### Nueva York
- WASA-LD - Canal de TV 25, Port Jervis, Nueva York[6]

### Salt Lake City,Utah
- KPNZ-TV Chanal de TV 24

### San Diego,California
- KSDX-TV - Canal de TV 29

### San Juan,Puerto Rico
- WLII-DT - Canal de TV 11

## Programación
Los siguientes programas de TV son producidos y exclusivamente distribuidos por Liberman Broadcasting:
- José Luis Sin Censura
- Maria Laria
- El Show de Don Cheto
- El Show de Lagrimita y Costel
- Estudio 2
- Secretos
- Alarma TV
- Trancazo Musical
- A Que No Puedes
- Noticero STN
- La Raza TV
- Gana la Verde
- Buscando Amor
- Segunda Cita